# Jean Goujon
Jean Goujon (Normandia, 1510 körül – 1560-as évek) francia szobrász volt, aki részt vett a Louvre építésében.

## Életpályája
Nem tudni pontosan, mikor született, de egyetértés van arról, hogy ez az 1510-es években történt Normandiában. Első fennmaradt említése 1540-ből származik: a roueni Saint-Maclou-templom építésében vett részt, de valószínűleg ennél korábban kezdte szobrászkarrierjét. 1544-ben a párizsi Saint-Germain-l’Auxerrois templom szentélyrácsán dolgozott. A műalkotást 1745-ben elbontották, de két általa faragott domborműve fennmaradt. Az évtized végén Goujon a párizsi Aprószentek szökőkútján és a Louvre építésén dolgozott. 1552 és 1555 között, valószínűleg vallási okokból, börtönben volt. Szabadulása után, 1562-ig a Louvre szobrászaként dolgozott. Ezután, valószínűleg ismét vallási okokból, elhagyta Franciaországot. 1563 végén és 1564 elején Bolognában tartózkodott, és a San Michele téren lakott. Valószínűleg 1564 és 1569 között halt meg.